# Bollnäs (comuna)
Bollnäs (em sueco: Bollnäs kommun;  pronúncia) é uma comuna da Suécia localizada no centro do condado de Gävleborg. Sua capital é a cidade de Bollnäs. Possui 1 814 quilômetros quadrados e segundo censo de 2018, havia 26 991 habitantes.

## Comunicações
A comuna de Bollnäs é atravessada pelas estradas nacionais 50  (Jönköping – Söderhamn) e 83  (Ånge – Tönnebro), assim como pela linha do Norte (Ånge – Gävle).                                                                                                        